# Tratado de paz egipcio-israelí
El Tratado de Paz entre Israel y Egipto (en hebreo: הסכם השלום בין ישראל למצרים [Heskem HaShalom Bein Yisrael LeMitzrayim]; en árabe: معاهدة السلام المصرية الإسرائيلية [Mu `āhadat as-Salam al-al-Masrīyah'Isrā'īlīyah]), firmado en Washington D. C. el 26 de marzo de 1979, marcó el término de treinta años de hostilidades y cinco guerras entre ambos países. Este tratado fue firmado tras intensas negociaciones, dieciséis meses después de la visita del presidente egipcio Anwar el-Sadat a Jerusalén en 1977, invitado por el entonces primer ministro israelí, Menájem Beguín, y de la firma de los acuerdos de paz de Camp David en 1978, bajo el auspicio del expresidente estadounidense Jimmy Carter en calidad de testigo.
La paz entre Israel y Egipto constaba de varios elementos principales, a saber: la finalización del estado de guerra existente desde la guerra árabe-israelí de 1948, así como el fin de los actos o amenazas de beligerancia, hostilidad o violencia; el establecimiento de relaciones diplomáticas, económicas y culturales; la eliminación de los obstáculos para el comercio y la libertad de movimiento; y la retirada israelí de sus fuerzas militares y asentamientos civiles de la península del Sinaí, capturada durante la guerra de los Seis Días en 1967, la cual fue concluida en 1982. El acuerdo también preveía el libre paso de barcos israelíes a través del canal de Suez y el reconocimiento de los estrechos de Tirán como vías marítimas internacionales.

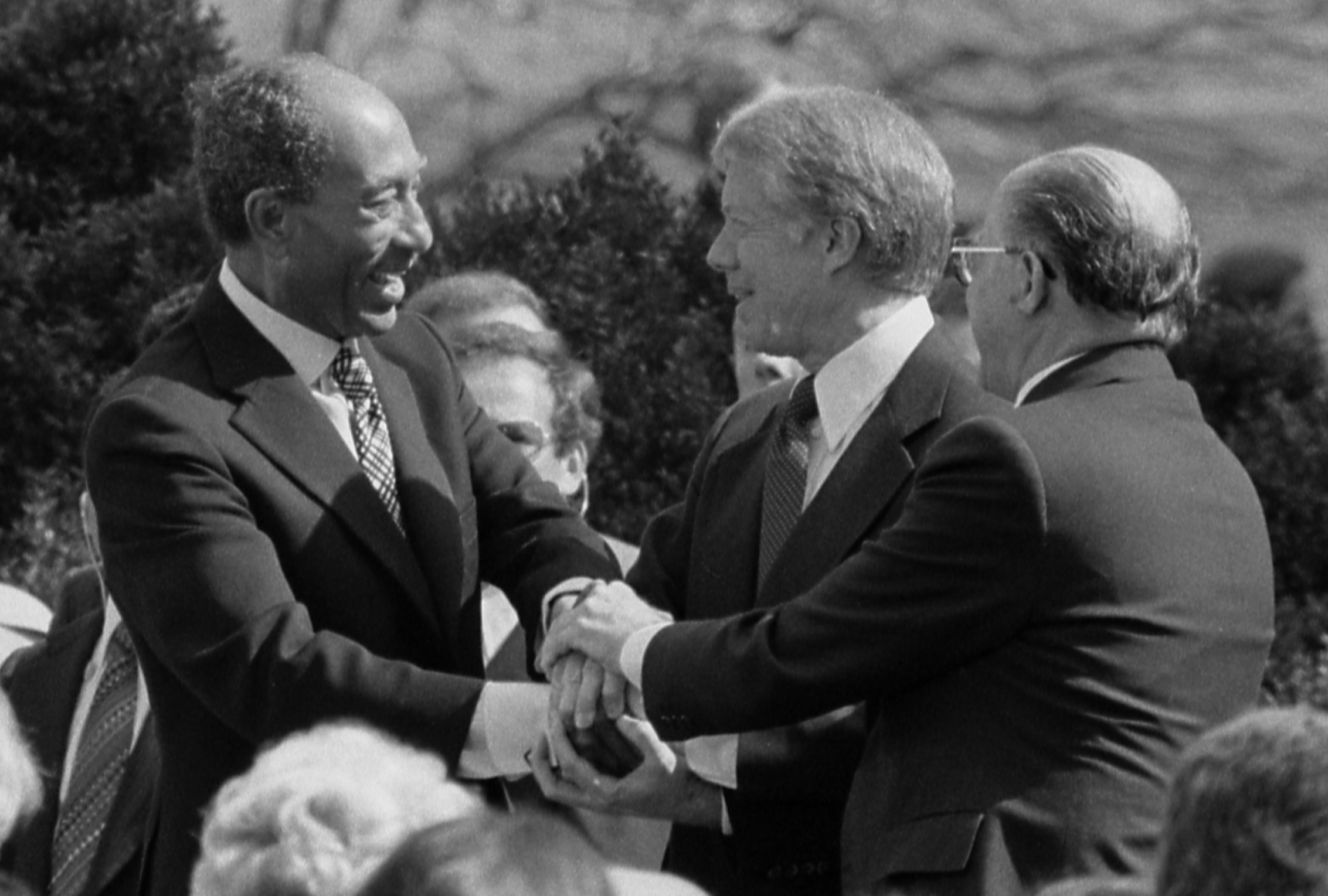
Los participantes poco después de la firma del tratado.

A través de este tratado, Egipto fue el primer país árabe en sellar una paz duradera con Israel, lo que fue interpretado dentro de círculos radicales como una «traición». Así, tras la firma del tratado, Egipto fue boicoteado por otros Estados árabes y la sede central de la Liga Árabe fue transferida de El Cairo a Túnez. En 1989 fue reinstalada en El Cairo y los países árabes normalizaron sus relaciones con Egipto. 
Actualmente ambos países tienen normalizadas sus relaciones diplomáticas, se han establecido embajadas y consulados y regularmente tienen lugar encuentros entre altos funcionarios israelíes y egipcios.

## Contexto
Tras la creación del Estado de Israel en 1948, prevalecía entre Israel y Egipto un estado de guerra. Israel y Egipto se enfrentaron en la Guerra de Independencia de Israel, la Guerra del Sinaí, la Guerra de los Seis Días, la Guerra de Desgaste y la guerra de Yom Kipur. El 11 de noviembre de 1973 un acuerdo de alto el fuego fue firmado. El 21 de diciembre de 1973 fueron iniciadas las tratativas de paz en la Conferencia de paz de Ginebra y seguidas por el Acuerdo de Separación de Fuerzas entre Israel y Egipto, firmado el 18 de enero de 1974.

### Acuerdo Provisional
En septiembre de 1975, durante el primer gobierno de Isaac Rabin, fue firmado el Acuerdo provisional entre Israel y Egipto, donde ambos estados se comprometieron a no realizar ninguna amenaza de apelar al uso de la fuerza, declarando que el conflicto entre ellos no se resolverá por la fuerza, sino por medios pacíficos. Israel se comprometió a evacuar los campos petrolíferos de Abu Rodas. En la votación de la Knesset, 70 miembros del apoyaron este acuerdo y 43 se opusieron.

### Visita de El-Sadat a Israel
El 9 de noviembre de 1977 Anwar el-Sadat pronunció un largo discurso frente a los miembros del Consejo del Pueblo de Egipto, anunciando la voluntad del presidente egipcio de llegar a la Kneset, en Jerusalén, para discutir la paz con Israel. La declaración del mandatario egipcio provocó airadas reacciones en el mundo árabe —especialmente en los países más radicales como Siria, Libia, Irak y Argelia, comandando un frente del rechazo— así como expresiones de resistencia dentro de su propio gabinete, al renunciar su ministro de asuntos exteriores. Dos días después el primer ministro Menájem Beguín invitó formalmente a el-Sadat para visitar Jerusalén.
Las conversaciones secretas con Egipto fueron llevadas a cabo por el primer ministro Menajem Beguin, el Mossad y el ministro de Relaciones Exteriores, Moshe Dayan; Shlomo Gazit (que fue el responsable de evaluar las intenciones de El-Sadat y diagnosticar el significado de sus acciones); el Jefe del Estado Mayor, Motta Gur, y el ministro de Defensa, Ezer Weizman.
Durante el tiempo que llevó la visita, Israel llevó a cabo la operación denominada "Portal de seguridad", donde decenas de miles de policías y militares velaron por la seguridad del mandatario.
El 19 de noviembre de 1977, a las nueve de la tarde, el-Sadat arribó a Israel, convirtiéndose en el primer líder árabe en visitar el Estado de Israel. Sadat fue recibido en una ceremonia oficial, aunque ambos países continuaban formalmente en guerra.
El 20 de noviembre de 1977, el presidente el-Sadat se dirigió al plenario de la Kneset.
Durante su estancia de tres días, Anwar el-Sadat visitó Yad Vashem, asistió a las reuniones de los partidos políticos en la Kneset, rezó en la mezquita de Al-Aqsa y se reunió varias veces con Menajem Beguin.

### Acuerdos de Camp David
Después de la visita de El-Sadat a Israel comenzaron las conversaciones directas de paz entre el Estado de Israel y Egipto. Las conversaciones de paz fueron exitosas y se firmaron los acuerdos el 17 de septiembre de 1978 en Camp David, el Marco para la Paz en Oriente Medio y el Marco para un tratado de paz entre Egipto e Israel. La Knesset aprobó los Acuerdos de Camp David el 27 de septiembre de 1978, con un resultado de 84 votos a favor, 13 en contra y 17 abstenciones.

## Acuerdo de Paz

División de la península del Sinaí en zonas según el tratado de paz.

El acuerdo se enmarca en la finalización de las hostilidades entre Israel y Egipto, y determinó la frontera permanente entre los dos países, estipuló la desmilitarización de la zona fronteriza y la reducción de las fuerzas militares en el Sinaí, y el establecimiento de relaciones normales de derecho internacional consuetudinario. El acuerdo también ordenó el establecimiento de una fuerza militar multinacional para supervisar la aplicación del acuerdo en el Sinaí.
La Knesset aprobó el acuerdo el 22 de marzo de 1979 con un resultado de 95 votos a favor y 18 en contra. 
La ceremonia de la firma del tratado de paz entre Israel y Egipto tuvo lugar el 26 de marzo de 1979 en el césped norte de la Casa Blanca, a la que asistieron mil quinientos invitados y los dignatarios Jimmy Carter, presidente de los Estados Unidos, el presidente egipcio Anwar el-Sadat y Menájem Beguín, primer ministro de Israel. La ceremonia comenzó con los himnos de los tres países y tuvo una duración de unos cuarenta y cinco minutos.

## Cumplimiento del tratado
El 18 de mayo de 1981 el presidente del Consejo de Seguridad de las Naciones Unidas informó que las Naciones Unidas no estarían en condiciones de proporcionar una fuerza de observación debido a la amenaza de veto de la moción por parte de la URSS. Como resultado, el Consejo de Seguridad de las Naciones Unidas se encontró en un callejón sin salida. A causa de la situación, Egipto, Israel y Estados Unidos abrieron negociaciones para crear una organización para el mantenimiento de la paz, independientemente de la ONU. El 3 de agosto de 1981, fue firmado el Protocolo para el Tratado de Paz, estableciendo la Fuerza Multinacional de Paz y Observadores (MFO), para controlar a las partes en cuanto al cumplimiento de los términos del tratado.

### Violación del tratado
En agosto de 2012, en medio de un momento de incertidumbre sobre el futuro del tratado de paz, el ejército egipcio entró con tanques en la zona desmilitarizada sin la aprobación israelí, en clara violación de los términos del tratado de paz. Egipto también desplegó misiles antiaéreos en la frontera israelí, una medida que claramente apunta a Israel, ya que las bandas de beduinos en el Sinaí no tienen aviones. En la década de 1970 este fue el primer paso que Egipto realizó en el período previo a la agresión militar de la guerra de Yom Kipur. El ministro de Defensa egipcio, afirmó en una conversación telefónica con su homólogo israelí, Ehud Barak, el compromiso de Egipto de mantener el Tratado de Paz de Camp David con Israel, según la agencia árabe de noticias Al-Hayat.

## Consecuencias
Este tratado fue recibido con gran controversia, provocando que varios países árabes rompieran sus relaciones diplomáticas con Egipto. Las naciones árabes y especialmente los palestinos, lo condenaron y lo consideró como una puñalada por la espalda. el líder de la OLP, Yasser Arafat dijo: «Que firmen lo que les plazca. La falsa paz no durará». Por otro lado, el tratado llevó tanto al presidente egipcio Anwar el-Sadat como al primer ministro israelí Menachem Begin, para compartir el Premio Nobel de la Paz en 1978, por lograr la paz entre las dos naciones. Sin embargo, Anwar el-Sadat se hizo impopular tanto en círculos árabes como en su propio país.
El 6 de octubre de 1981, Anwar el-Sadat fue asesinado durante un desfile militar por miembros de la Yihad Islámica egipcia y militares radicales, contrarios, entre otras cosas, al establecimiento de la paz con Israel.